# Murmel Clausen

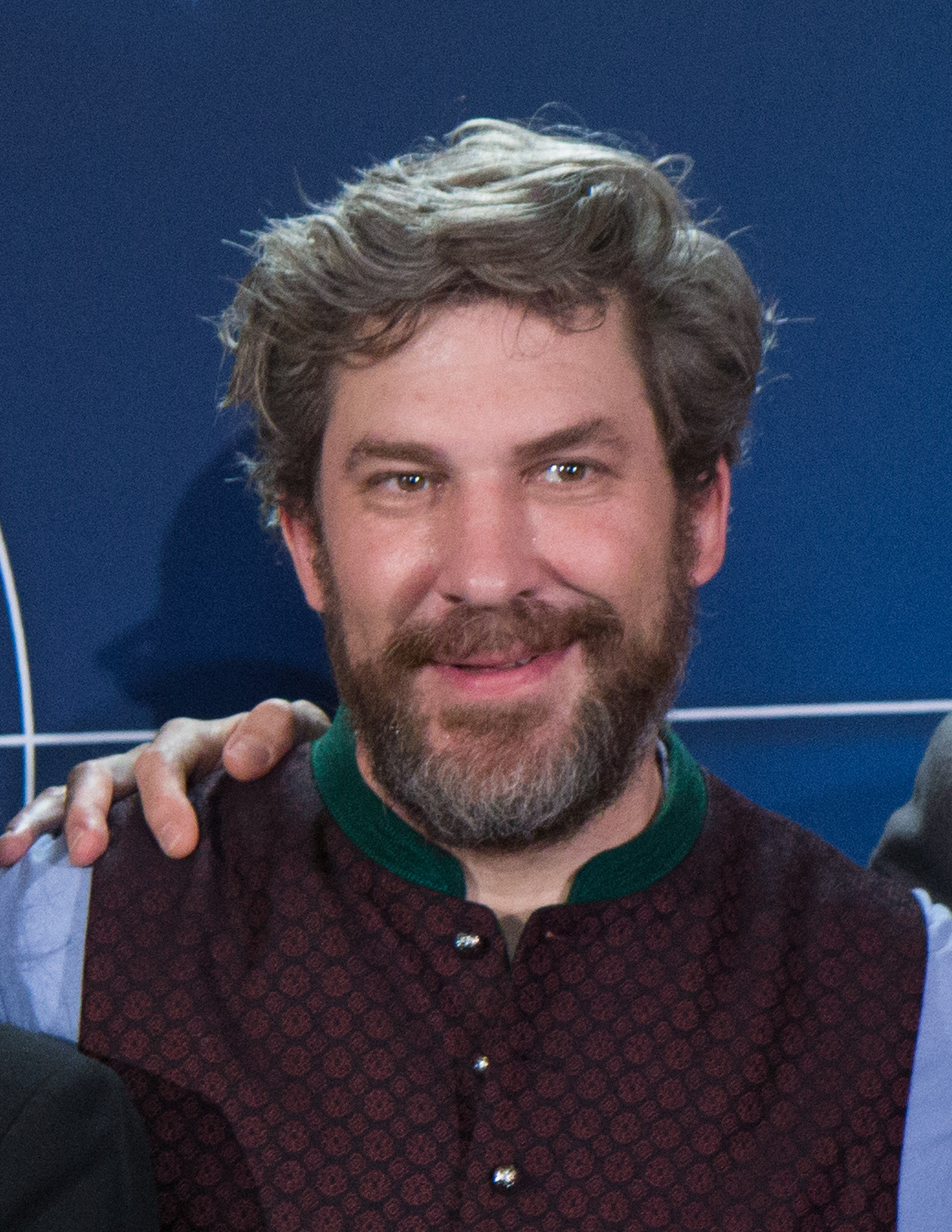
Murmel Clausen, 2017

Claus-Henric „Murmel“ Clausen (* 8. Oktober 1973 in München) ist ein deutscher Drehbuch- und Romanautor.

## Leben
Nach seinem Abitur am Oskar-von-Miller-Gymnasium moderierte Clausen mit Max Witzigmann von 1995 bis 1998 die Radiosendung Klub Ma:d. Seit 1998 schrieb er u. a. mit Michael Herbig, Rick Kavanian und Alfons Biedermann Der Schuh des Manitu, die Bullyparade, Erkan & Stefans Show Headnut.tv und gemeinsam mit Christian Tramitz und Max Witzigmann drei Staffeln der Show Tramitz and Friends.
2012 erschien sein erster Roman Frettsack, der 2013 von Matthias Schweighöfer unter dem Titel Vaterfreuden verfilmt wurde. Im selben Jahr verfasste er mit Andreas Pflüger das Drehbuch Die Fette Hoppe für den Tatort Weimar, das mit Christian Ulmen und Nora Tschirner verfilmt wurde. Es folgten neun weitere Bücher für den Tatort Weimar, sechs davon wieder zusammen mit Pflüger, der sich 2019 aus der Partnerschaft verabschiedete. Clausen schrieb den 10. Jubiläumstatort alleine.

## Filmografie (Auswahl)
- 1998: Bullyparade
- 2000: ProSieben MorningShow
- 2001: Der Schuh des Manitu
- 2001: headnut.tv
- 2004: Tramitz and Friends
- 2005: Borussia Banana
- 2007: Gott sei dank … dass Sie da sind!
- 2007: Die Comedy-Falle
- 2007: Willkommen Österreich
- 2009: Ladykracher
- 2010: 3faltig
- 2010: Die Gipfelzipfler
- 2012: Hubert und Staller
- 2013: Tatort: Die Fette Hoppe (zusammen mit Andreas Pflüger)
- 2014: Vaterfreuden
- 2015: Tatort: Der Irre Iwan (zusammen mit Andreas Pflüger)
- 2015: Der Nanny (mit Finn Christoph Stroeks und Lucy Astner)
- 2015: Gespensterjäger – Auf eisiger Spur
- 2016: Tatort: Der treue Roy (zusammen mit Andreas Pflüger)
- 2016: Mama geht nicht mehr (zusammen mit Stefan Kuhlmann)
- 2017: jerks. (zusammen mit Johannes Boss)
- 2017: Tatort: Der scheidende Schupo (zusammen mit Andreas Pflüger)
- 2017: Tatort: Der wüste Gobi (zusammen mit Andreas Pflüger)
- 2018: Tatort: Der kalte Fritte
- 2018: Tatort: Die robuste Roswita (zusammen mit Andreas Pflüger)
- 2019: Tatort: Der höllische Heinz (zusammen mit Andreas Pflüger)
- 2019: Tatort: Die harte Kern (zusammen mit Andreas Pflüger, Sebastian Kutscher & Deniz Yildiz)[2]
- 2020: Der Beischläfer (zusammen mit Mike Viebrock)
- 2020: Tatort: Der letzte Schrey
- 2021: Tatort: Der feine Geist
- 2021: Träume sind wie wilde Tiger
- 2021: One Night Off (zusammen mit Doron Wisotzky)
- 2023: Manta Manta – Zwoter Teil

## Bücher
- 2012: Frettsack (Roman), Heyne. ISBN 978-3453436138
  - franz.: Elle est pas belle la vie? Aus dem Deutschen von Françoise Fauchet. City Edition 2013. ISBN 978-2-8246-0286-8
- 2013: Frettnapf (Roman), Heyne. ISBN 978-3453410176
- 2014: Vaterfreuden. Der Roman Frettsack jetzt verfilmt. Heyne. ISBN 978-3-453-50395-3
- 2024: Leming (Roman), Voland & Quist. ISBN 978-3863914011

## Auszeichnungen
- 2024: Luchs des Monats (Juni) für Leming[3]